# Roderich Süssmuth

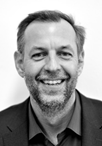
Roderich Süssmuth (2020)

Roderich D. Süssmuth (* 6. März 1971 in Tübingen) ist ein deutscher Chemiker und  Biochemiker.

## Leben
Roderich Süssmuth studierte von 1990 bis 1996 Chemie und Biochemie an der Eberhard-Karls-Universität Tübingen. 1999 wurde er bei Günther Jung in Tübingen mit der Dissertation Isolierung, Strukturaufklärung und Synthese von mikrobiellen Metaboliten aus Amycolatopsis mediterranei, Staphylococcus epidermidis und Streptomyces lividans promoviert. Während eines Postdoc-Aufenthalt am Scripps Research Institute in La Jolla, Vereinigte Staaten, von 2000 bis 2001 beschäftigte er sich mit Richard A. Lerner und Carlos F. Barbas mit katalytisch wirkenden Antikörpern und Organokatalyse. Als Emmy-Noether-Research Fellow (DFG) von 2001 bis 2004 habilitierte er sich in Chemie und Biochemie an der Universität Tübingen.
2004 wurde er zum außerordentlichen Professor für Biologische Chemie an der TU Berlin berufen. 2008 erfolgte die Ernennung auf die Rudolf-Wiechert-Professur für Biologische Chemie an der TU Berlin.
Seit dem 1. Juni 2019 ist Roderich Süssmuth zudem Sprecher des Graduiertenkollegs „Bioactive Peptides – Innovative Aspects of Synthesis and Biosynthesis“.
Seit 2016 ist er im wissenschaftlichen Beirat der Pentracor GmbH (Hennigsdorf), die neue Therapieformen für Herzinfarktpatienten und zur Behandlung von Autoimmunerkrankungen entwickelt. 2020 wurde er Editor des Journals „RSC Chemical Biology“. Er ist Mitglied der Gesellschaft Deutscher Chemiker, American Chemical Society, European Peptide Society, Max–Bergmann–Society, German Society for Mass Spectrometry und der German Society for Biochemistry and Molecular Biology sowie der Technion-Gesellschaft. 2020 wurde er Fellow of the Royal Society of Chemistry (FRCS).
2022 erfolgte die Aufnahme in die Animabruderschaft von Santa Maria dell’Anima, Rom.

## Wirken
Roderich Süssmuth arbeitete während seiner Laufbahn auf dem Gebiet der Peptidsynthese, wobei er die aktuellen Fragestellungen sowohl aus chemischer Sicht (Naturstoffsynthese) als auch aus biologischer Sicht in Hinblick auf neue Wirkstoffklassen insbesondere mit Aktivität gegen Pilze, Bakterien und Viren untersucht.  Er klärte die Struktur des antibakteriellen Albicidins auf, untersuchte dessen Biosynthese und entwickelte die Totalsynthese des Peptids. Diese Forschungsarbeiten sind eine wichtige Grundlage für neue medizinische Anwendungen, dazu gehört die Therapie gegen resistente Bakterien bei Menschen und Tieren.

## Auszeichnungen
- 2000: Feodor-Lynen-Stipendium der Alexander-von-Humboldt-Stiftung
- 2002: Emmy-Noether-Stipendium der Deutschen Forschungsgemeinschaft
- 2002: Friedrich-Weygand-Preis des Max Bergmann Kreis e.V.
- 2003: Nachwuchswissenschaftler-Preis für Naturstoffforschung der DECHEMA e.V.[4]
- 2003: Eli-Lilly-Vortragspreis
- 2006: Dozentenstipendium vom Verband der chemischen Industrie (VCI)
- 2010: Sigma-Aldrich Lecture, Lunteren, Niederlande
- 2013: Gastprofessur an der Ben-Gurion-Universität im Negev, Israel
- 2014: Van–Arkel–Chair der Universität Leiden, Niederlande
- 2020: Preisträger der Max-Bergmann-Medaille für herausragende Leistungen im Bereich von Peptid-Naturstoffen[5]